# Pétros Omirídis Skylítzis
Pétros Omirídis Skylítzis (grec moderne : Πέτρος Ομηρίδης Σκυλίτσης) né en 1784 à Smyrne et mort en 1872 était un homme politique grec qui participa à la guerre d'indépendance grecque.
Né dans une famille d'origine chiote, il fut membre de la Filikí Etería puis membre de l'Assemblée nationale d'Épidaure en 1822 et de la troisième Assemblée nationale grecque en 1826-1827.
Il fut ensuite maire du Pirée dans les années 1840.

## Sources
- (el) Parlement grec, Μητρώο Πληρεξουσίων, Γερουσαστών και Βουλευτών. 1822-1935, Athènes, Parlement grec,‎ 1986, 159 p. (lire en ligne) [PDF]